# Bisogno di libertà
Bisogno di libertà (titolo originale Besoin de Libertè) è l'autobiografia dello scrittore svedese Björn Larsson, scritta nel 2006 in francese per Éditions du Seuil e pubblicata in Italia da Iperborea nel 2007.

## Edizioni
- Björn Larsson, Bisogno di libertà, traduzione di Daniela Crocco, Iperborea, 2007,  p. 232, ISBN 978-88-7091-152-7.